# Dollaro di Hong Kong
Il dollaro di Hong Kong (codice ISO 4217 HKD) è la valuta della regione amministrativa speciale di Hong Kong. Viene normalmente abbreviata con il simbolo di dollaro $ o come HK$, per distinguerla dalle altre valute chiamate dollari. Il dollaro è suddiviso in 100 cent o 1.000 mil.

## Etimologia
In cinese è usato il carattere (non semplificato) 圓 yuán, che viene utilizzato anche per la valuta cinese oltre che per indicare il "dollaro" e l'"euro" se preceduti dai termini, rispettivamente, di "America" e "Europa". Quindi per indicare specificatamente il dollaro di Hong Kong si usa l'espressione 香港圓 Xiānggǎng yuán. Nel cantonese parlato è invece usato 蚊 che forse è una traslitterazione della prima sillaba di "money", anche se alcuni affermano che il carattere è una corruzione di 緡. Nella Cina continentale è usato anche l'omofono carattere semplificato 元 yuán.
Il dollaro è suddiviso in 100 cent con il carattere 仙 (una traslitterazione di "cent") usato sulle monete e nel cantonese parlato, 分 è usato in cinese. La quantità di
10 cent è chiamata houh in cantonese (毫 sulle monete e cantonese parlato 毫子 in cantonese colloquiale, 角 in mandarino). Il mil è chiamato man o tsin in cantonese (文 o 千 sulle monete ed in cantonese parlato e in mandarino).

## Storia
Quando Hong Kong fu fondata come porto di libero scambio nel 1841, non c'era alcuna valuta locale che circolava quotidianamente. Venivano utilizzate valute straniere, quali rupie indiane, dollari spagnoli, reales messicani, wén cinesi e sterline britanniche. Nel 1845 il valore delle monete spagnole e messicane da 8 real (il cosiddetto dollaro spagnolo) fu agganciato alla sterlina al tasso di 4 scellini e 2 penny. Nel 1863 il dollaro fu agganciato all'argento al tasso di 1 dollaro = 24,44 grammi di argento puro e furono emesse le prime monete. Anche le banconote apparvero negli anni '60, emesse da una serie di diverse banche private.

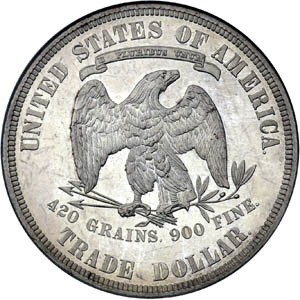
Il Trade Dollar degli Stati Uniti coniato nel periodo 1873-1885

Le valute straniere continuarono a circolare insieme alle emissioni locali, ma la maggioranza di queste non veniva ritenuta valida per i pagamenti governativi. A causa di perdite finanziarie, la zecca di Hong Kong (ubicata a Sugar Street) venne chiusa nel 1868 dopo due anni di operatività e i macchinari furono venduti a Jardine Matheson, che a sua volta li vendette al governo giapponese. In sostituzione delle locali monete in dollari, furono utilizzati trade dollar d'argento di Stati Uniti, Giappone e Regno Unito.
Dal 1895 entrò in vigore una nuova legislazione nel tentativo di regolamentare la coniazione. Nel 1935 il sistema argenteo (silver standard) fu sostituito da un crawling peg nei confronti della sterlina britannica che portò il cambio per una sterlina da 15,36 a 16,45 dollari. L'Ordinanza sulla Banconota da Un Dollaro (One-Dollar Currency Note Ordinance) di quell'anno portò all'introduzione di banconote da 1 dollaro e al riconoscimento, da parte del governo, del dollaro di Hong Kong come unità monetaria locale. Fu solo nel 1937 che il corso legale di Hong Kong fu finalmente unificato. Nel 1939 il dollaro fu agganciato al cambio fisso di 16 dollari = 1 sterlina (1 dollaro = 1 shilling 3 penny).
Durante l'occupazione giapponese, lo yen militare giapponese fu l'unico mezzo per gli scambi quotidiani a Hong Kong. Quando lo yen venne introdotto il 26 dicembre 1941, il tasso di cambio era di 1 yen = 2 dollari. Tuttavia, nell'agosto 1942, il rapporto venne modificato a 4 yen per 1 dollaro. Lo yen divenne l'unico mezzo legale di pagamento il 1º giugno 1943. Dopo la liberazione, l'emissione di valuta locale fu ripresa dal governo di Hong Kong e dalle banche locali autorizzate, con la restaurazione del tasso di cambio prebellico di 16 dollari = 1 sterlina. Lo yen era cambiato al tasso di 100 yen = 1 dollaro. Il 6 settembre 1945, tutte le banconote in yen furono dichiarate non valide.
Nel 1967, quando la sterlina fu svalutata, il cambio fisso con il dollaro fu aumentato da 1 scellino e 3 penny a 1 scellino e 4½ penny (corrispondente a 14,5455 dollari per 1 sterlina), sebbene ciò non compensasse interamente la svalutazione. Nel 1972, il dollaro di Hong Kong fu agganciato al dollaro statunitense al cambio di 5,65 HKD = 1 USD. Questo rapporto fu poi rivisto a 5,085 HKD = 1 USD nel 1973. Tra il 1974 e il 1983, il dollaro di Hong Kong fu libero di fluttuare. Il 17 ottobre 1983, la valuta fu agganciata al dollaro USA al cambio di 7,8 HKD = 1 USD, attraverso il sistema di aggancio valutario.
Il 18 maggio 2005, in aggiunta al limite inferiore garantito, venne fissato anche un nuovo limite superiore garantito per il dollaro di Hong Kong a 7,75 HKD = 1 USD. Il limite inferiore fu abbassato da 7,80 a 7,85 in cinque settimane, di 100 pip ogni settimana. La Hong Kong Monetary Authority ha affermato che tale manovra aveva l'obiettivo di restringere il divario tra i tassi di interesse di Hong Kong e quelli degli Stati Uniti. Un ulteriore scopo della fissazione di una banda di oscillazione entro la quale lasciar fluttuare il dollaro di Hong Kong, è quello di evitare che la tale valuta venga utilizzata come strumento per manovre speculative su una rivalutazione del renminbi.
La Legge Fondamentale di Hong Kong e la Dichiarazione Congiunta Sino-Britannica stabiliscono che Hong Kong mantiene piena autonomia rispetto all'emissione di valuta. A Hong Kong la valuta è emessa dal governo e da tre banche locali sotto la supervisione della banca centrale locale de facto, la Hong Kong Monetary Authority. Le banconote sono stampate dalla Hong Kong Note Printing Limited. Il dollaro di Hong Kong è ampiamente accettato nelle regioni meridionali della Cina continentale e a Macao, così come in alcuni centri commerciali a Singapore.
Una banca può emettere un dollaro di Hong Kong solo se ha depositi in dollari statunitensi di valore equivalente. Il sistema dell'aggancio valutario assicura che l'intera base monetaria di Hong Kong sia coperta da dollari USA Le risorse per questa copertura vengono mantenute nell'Exchange Fund di Hong Kong, che è una delle più grandi riserve ufficiali al mondo.

## Monete
Le monete in corso sono: 10, 20, 50 cent e 1, 2, 5, 10 dollari
Nel 1863 furono introdotte le monete da 1 mil da 1 e 10 cent, seguite nel 1866 da quelle da 5 e 20 cent e da ½ ed 1 dollaro. Le moneta da 1 mil e da 1 cent furono coniate in bronzo. Quella da 1 mil aveva un foro al centro. Le altre monete erano coniate in argento. La produzione della moneta da 1 mil cessò nel 1866, mentre quella delle monete da ½ ed 1 dollaro cessò nel 1868. Quella da ½ dollaro (ora con il nuovo nome di 50 cent) fu nuovamente coniata dopo il 1890. La produzione di tutte le monete d'argento fu sospesa nel 1905, ripresa brevemente nel 1932-33 per la produzione dei 5 cent. Nel 1934 fu emessa l'ultima moneta da 1 cent. L'anno seguente furono introdotte monete in cupronichel da 5 e 20 cent, sostituite da monete in nichel nel 1937 e da una lega nichel-ottone tra il 1948 ed il 1949. Le monete in nichel-ottone da 50 cent furono introdotte nel 1951.
Nel 1960 fu introdotta la moneta da 1 dollaro in cupronichel. Fu seguita nel 1975 da quella in nickel-ottone da 20 cent ed in cupro-nickel da 2 dollari, entrambe con il contorno smerlato, e da quella decagonale da 5 dollari in cupronichel. La monetaq da 5 cent fu battuta per l'ultima volta nel 1988. Nel 1993 fu introdotta la moneta bimetallica da 10 dollari.
A partire dal 1993, prima della nascita della regione amministrativa speciale, furono graduelmente ritirate dalla circolazione le monete con il ritratto di Elisabetta II. La maggior parte delle monete e delle banconote in circolazione presentano la Bauhinia blakeana, un fiore di Hong Kong, o altri simboli. Le monete con il ritratto della regina hanno ancora corso legale e ancora sono in circolazione ma gradualmente diventano più rare.
Poiché il nuovo disegno era particolarmente problematico per ragioni politiche ed economiche, il processo del disegno della nuova moneta non fu affidato ad un'artista, ma preso in carico direttamente da Joseph Yam, responsabile della Hong Kong Monetary Authority, che trovò nella bahinia un'immagine "politicamente corretta" ed ha creato personalmente il nuovo disegno con un lavoro di copia ed incolla. (Per ulteriori dettagli vedi l'articolo di Joseph Yam del novembre 1999- "Joseph Yam's coin designs" .)

## Banconote
Nel 1845 fu fondata la prima banca privata, la "Oriental Bank", tuttavia le banconote non furono prodotte fino agli anni '60, quando l'"Oriental Bank", la "Chartered Bank of India, Australia and China" e la "Hong Kong and Shanghai Banking Company" iniziarono ad emettere banconote.
Le banconote emesse negli anni '60 e '70 avevano tagli da 1, 5, 10, 25, 50, 100 e 500 dollari. Queste banconote non erano accettate dal Tesoro per il pagamento di debiti governativi o tasse, anche se erano accettate nel commercio. Solo le banconote da 25 dollari non sopravvissero alla fine del XIX secolo, mentre quelle da 1 dollaro furono emesse addirittura fino al 1935.
Attualmente sono in circolazione le banconote in tagli da:
- 10, 20, 50, 100, 500, 1000 dollari (quest'ultima poco usata)

In base alla Currency Ordinance del 1935, le banconote in tagli da 5 dollari e superiori emesse dalle tre banche locali autorizzate (la "Mercantile Bank of India Limited", la "Chartered Bank of India, Australia and China" e la "Hong Kong and Shanghai Banking Corporation"), furono tutte dichiarate mezzo legale di pagamento. Il governo assunse il controllo sulla produzione delle banconote da 1 dollaro. Nel 1941 il governo introdusse banconote da 1, 5 e 10 cent a causa delle difficoltà relative al trasporto delle monete a Hong Kong dovute alla Seconda guerra mondiale (un carico di monete da 1 cent del 1941 venne affondato, rendendo questa moneta mai emessa molto rara). Poco prima dell'occupazione giapponese, fu realizzata un'emissione d'emergenza di banconote da 1 dollaro, sovrastampando le banconote da 5 yuan emesse dalla "Bank of China".
Nel 1945 la produzione di carta moneta risultava essenzialmente inalterata rispetto a prima della guerra: le banconote da 1, 5, 10 cent e 1 dollaro venivano emesse dal governo, quelle da 5, 10, 50, 100 e 500 dollari dalle tre banche private. I biglietti da 1 dollaro furono rimpiazzati da monete nel 1960; solo la banconota da 1 cent venne emessa dal governo fino a dopo il 1965.
Nel 1975 le banconote da 5 dollari furono rimpiazzate da monete, mentre nel 1977 furono introdotte le banconote da 1000 dollari. La "Mercantile Bank" fu incorporata dalla "HSBC" nel 1978 e cessò di emettere banconote. Nel 1985 furono introdotte le banconote da 20 dollari, mentre nel 1993 furono introdotte le monete da 10 dollari e le banche cessarono l'emissione di banconote di tale valore. Nel 1994 la Autorità Monetaria di Hong Kong (Hong Kong Monetary Authority - HKMA), autorizzò l'emissione di banconote da parte della "Bank of China".
Dopo un poco riuscito periodo di prova dal 1994 a 2002 per spostare il taglio da 10 dollari dalle banconote (emesse dalle banche) alle monete (emesse dal governo), i biglietti da 10 dollari sono attualmente l'unico taglio emesso dalla HKMA, avendo questa acquistato per conto del governo l'impianto di stampa delle banconote a Tai Po dal "De La Rue Group" del Regno Unito. Le vecchie banconote da 10 dollari circolano ancora, sebbene siano rare e oggetto di graduale eliminazione.
Nel luglio 2007 è stata emessa una banconota commemorativa in polimeri da 10 dollari per celebrare il 10º anniversario della restituzione di Hong Kong alla Cina. La nuova banconota circolerà insieme alle altre emissioni da 10 dollari per un periodo di prova di due anni, sebbene il lotto inizialmente distribuito sia stato ampiamente rastrellato dai collezionisti.

## Sistema di cambi
Il dollaro di Hong Kong è agganciato al dollaro statunitense dal 17 ottobre 1983 al tasso di 7,80 HKD per 1 USD, controllato dalla Autorità Monetaria di Hong Kong.
Una banca può emettere dollari di Hong Kong solo se ha un deposito equivalente in dollari US.
Per questa ragione le riserve detenute nel Sistema Monetario di Hong Kong sono tra le più larghe al mondo.
Dal 1998 il tasso di cambio è stato abbassato a 7,75 HKD per 1 USD.
Dal 18 maggio 2005, inoltre è stato introdotto un intervallo di variazione tra 7,75 e 7,85 HKD per 1 USD entro il quale la valuta può fluttuare. Il motivo di questa flessibilità è la necessità di contrastare eventuali speculazioni sullo Yuan (Renminbi), la valuta della madrepatria cinese.

### Serie storica dei cambi
| Storia del sistema dei tassi di cambio di Hong Kong | Storia del sistema dei tassi di cambio di Hong Kong | Storia del sistema dei tassi di cambio di Hong Kong |
| Periodo                                             | Regime dei tassi di cambio                          | Caratteristiche |
| --------------------------------------------------- | --------------------------------------------------- | --- |
| 1863–1935                                           | Sistema argenteo (Silver Standard)                  | Dollari d'argento come mezzo legale di pagamento |
| dicembre 1935–giugno 1972                           | Cambio con la sterlina britannica                   | Cambio standard: - H1: HK$16 (dicembre 1935–novembre 1967) - H1: HK$14,55 (novembre 1967–giugno 1972) |
| luglio 1972–novembre 1974                           | Cambio fisso con il dollaro USA                     | Cambio: - US$1: HK$5,650 (giugno 1972–febbraio 1973) - US$1: HK$5,085 (febbraio 1973–novembre 1974) |
| novembre 1974–ottobre 1983                          | Libera fluttuazione                                 | Cambi in alcuni giorni: - US$1: HK$4,965 (25 novembre 1974) - US$1: HK$9,600 (24 settembre 1983) |
| 1983–Oggi                                           | Sistema di cambio agganciato                        | - US$1: HK$7,80 (per emissione e rimborso di Titoli del Debito) - US$1: HK$7,75 (1998–2005) (La HKMA si impegnava a convertire i dollari di Hong Kong nei conti di compensazione mantenuti dalle banche autorizzate con la HKMA in dollari USA al cambio fisso di US$1: HK$7,75. Il rapporto è stato aumentato a 7,80 di 1 pip ogni giorno di calendario a partire dal 1º aprile 1999 fino al 12 agosto 2000.) - US$1: HK$7,75–7,85 (maggio 2005–Oggi) La HKMA ha stabilito i limiti superiore e inferiore garantiti dal 18 maggio 2005 |